# Petra Lammert
Petra Lammert, née le 3 mars 1984 à Freudenstadt, est une athlète allemande, spécialiste du lancer du poids.

## Palmarès
| Date | Compétition                       | Lieu      | Résultat | Marque  |
| ---- | --------------------------------- | --------- | -------- | ------- |
| 2005 | Championnats d'Europe en salle    | Madrid    | 4e       |         |
| 2005 | Finale mondiale                   | Monaco    | 5e       |         |
| 2006 | Championnats du monde en salle    | Moscou    | 4e       |         |
| 2006 | Championnats d'Europe             | Göteborg  | 2e       | 19,17 m |
| 2006 | Finale mondiale                   | Stuttgart | 5e       |         |
| 2006 | DécaNation                        | Paris     | 1re      | 18,59 m |
| 2007 | Championnats du monde             | Osaka     | 4e       | 19,33 m |
| 2009 | Championnats d'Europe en salle    | Turin     | 1re      | 19,66 m |
| 2010 | Championnats d'Europe par équipes | Bergen    | 2e       | 18,31 m |
| 2010 | Championnats d'Europe             | Barcelone | 4e       | 18,94 m |